# Jules Godefroid
Pour les articles homonymes, voir Godefroid.
Jules Godefroid est un harpiste et compositeur né le 23 février 1811 à Namur et mort le 27 février 1840 à Paris. 

## Biographie
Jules-Joseph Godefroid naît le 23 février 1811 à Namur,.      
En 1824, sa famille s'installe à Boulogne-sur-Mer, où son père fonde une école de musique.      
En 1826, Jules Godefroid entre au Conservatoire de Paris, où il est élève en harpe de François-Joseph Naderman et travaille la composition avec Lesueur. Il obtient un 2e prix de harpe en 1828, quitte le conservatoire l'année suivante et retourne alors à Boulogne pour enseigner son instrument,.      
Comme compositeur, il est d'abord l'auteur de diverses mélodies et de morceaux pour harpe, dont plusieurs sont teintés de l'exotisme hispanique très en vogue en son temps.      
Jules Godefroid fait représenter à Paris un opéra-comique, Le Diadesté, créé à l'Opéra-Comique le 7 septembre 1836. L'année suivante, il fait une tournée en Belgique, puis, de retour en France, compose un opéra historique mettant en scène François Ier, La Chasse royale (créé au théâtre de la Renaissance le 29 octobre 1839), qui ne connaît guère le succès.      
Très atteint par cet échec à la scène, Godefroid meurt peu de temps après, le 27 février 1840 à Paris,.      